# Nguyễn Tuấn Anh
Nguyễn Tuấn Anh (* 16. Mai 1995 in der Provinz Thái Bình) ist ein vietnamesischer Fußballnationalspieler, der im Mittelfeld eingesetzt wird.

## Frühe Lebensjahre
Geboren wurde er in Mai Trang, An Quý im Distrikt Quỳnh Phụ der Provinz Thái Bình. Seine Eltern sind Nguyễn Văn Dung ein Doktor und Nguyễn Thị Loan. Er ist das zweitälteste Kind in seiner Familie. Zusätzlich hat er noch eine ältere Schwester mit dem Namen Quỳnh Mai Sein Vater ist der stellvertretende Direktor des Phụ Dục General Hospital in der Provinz-Hauptstadt von Thái Bình; Quỳnh Phụ. Sein Vater wollte, dass sein Sohn Doktor wird, doch er drückte sehr deutlich aus, dass er den Fußball mehr als alles liebt. Seine Familie ließ sich dann später überreden und erlaubte ihm seinen Traum zu verfolgen.
Er war im Alter von neun Jahren Teil des U-11 Teams der Thái Bình Provinz, welches 2004 den zweiten Platz im nationalen Jugend-Fußball Turnier in der Provinz Khánh Hòa. Seine Leistungen weckten die Aufmerksamkeit der Fußballtalent-Schule in der Thái Bình Provinz, welche ihm einen Platz an der Schule anbot. Nachdem er sieben Monate hier gelebt hatte, nahmen ihn seine Eltern aufgrund ihrer Sorgen um den Lebensstandard wieder von der Schule. Obwohl die Schule relativ gut bewertet war und diese ihn auch wirklich halten wollte.

## Karriere

### Klub

#### Zeit an der JMG Academy
2007 absolvierte er erfolgreich die Ausscheidung um einen Platz an der Hoang Anh Gia Lai – Arsenal JMG Academy. Damit war er einer von nur 14 Spielern die schlussendlich angenommen wurden. Im Vorfeld gab es über 7000 Kandidaten aus ganz Vietnam.
Im Juni 2010 waren er und Nguyễn Công Phượng die zwei einzigen Spieler der Academy, welche zu einem fünfzehn-tägigen Übersee-Trainingsprogramm nach Mali eingeladen wurden. Es handelte sich dabei um ein Trainingsprogramm für die besten Spieler der JMG Academy rund um den Globus. Während des Programs wurde er vom Direktor der Academy Jean-Marc Guillou in höchsten Tönen gelobt.
Im November 2012 erhielt er zusammen mit Nguyễn Công Phượng, Lương Xuân Trường und Trần Hữu Đông Triều dann eine Einladung des FC Arsenal, um mit deren U-17 Team zu trainieren. In der Einladung erwähnt Arsenal's Performance Supervisor Steve Morrow, dass der damalige Trainer Arsène Wenger sehr beeindruckt davon war, dass das Team der Academy die U-17 von Arsenal im Januar besiegen konnte. Am Ende des Trainings war Wenger von ihm am meisten angetan. Er stellt ihn sogar einem griechischen Klub für ein Probetraining vor. Unglücklicherweise verpasste er, aufgrund einer Verletzung, die Möglichkeit dafür. Durch einen ernsthaften Bänderriss im Frühjahr 2012 brauchte er eine Pause von 6 Monaten. Dazu wurde er nach Paris geschickt, um eine Klinik aufzusuchen, welche auf Knieoperationen bei Sportlern spezialisiert ist. 2014 wurde er dann nach dem International U-21 Thanh Niên Newspaper Cup als Spieler des Turniers gewählt. In diesem Turnier konnte seine Mannschaft, nach einem 3:0 gegen die thailändische U-21 zudem auch den Titel einfahren.

#### Einsätze in der ersten Mannschaft
2015 kam er dann nach einer fast kompletten Neuaufstellung der ersten Mannschaft des Hoàng Anh Gia Lai, zusammen mit anderen Spielern der Academy, ins Team.
Sein Debüt in der V.League 1 gab er dann am 4. Januar 2015 im Eröffnungsspiel der neuen Saison gegen den Sanna Khanh Hoa BVN FC. In diesem Spiel konnte er zudem auch gleich sein erstes Tor erzielen; das Spiel endete dann auch mit einem 4:2-Sieg für seine Mannschaft. Am 14. April gewann er dann den Young Player of the Year Award 2014 mit 49 Stimmen, 10 Stimmen mehr als sein Team-Kollege Công Phượn bekam, welcher auf dem zweiten Platz landete. Zudem wurde er am Ende der Saison als bester Spieler des Teams gewählt. In dieser Saison hatte er in seinem Team zudem die meisten Einsätze. So stand er in allen 26 Spielen der Liga-Saison auf dem Platz und 25 mal sogar gleich von Beginn an.

#### Leihe zum Yokohama FC
Im Dezember 2015 wurde er für eine Saison lang zum Yokohama FC ausgeliehen. Während dieser Zeit hatte er im Kaiserpokal ein beeindruckendes Spiel gegen den AC Nagano Parceiro. Dort erzielte er einen Elfmeter für das Team und schoss das Siegtor zum 3:2.

### Nationalmannschaft

#### U-19
Sein erster Einsatz für die U-19 war bei der AFF U-19 Youth Championship 2013. Er führte das Team dabei als Kapitän bis ins Finale. Dort verlor seine Mannschaft dann aber im Elfmeterschießen gegen den Gastgeber Indonesien. In diesem Turnier wurde er erneut als Spieler des Turniers gewählt. Von 2013 bis 2014 war er ein wichtiges Mitglied im Kader der U-19. Er spielte in jedem Wettbewerb mit. Bei der Qualifikation zur U-19-Fußball-Asienmeisterschaft 2014 wurde seine Mannschaft, durch einen Überraschungssieg über Australien, Sieger der Gruppe F. Bei der AFF U-19 Youth Championship 2014 wurde seine Mannschaft erneut zweiter.

#### U-23
Im März 2015 wurde er dann in den Kader für die Qualifikation zur U-23-Fußball-Asienmeisterschaft 2016 berufen. Er spielte auch im Eröffnungsspiel, in welchem seine Mannschaft Malaysia mit 2:1 besiegen konnte. Im letzten Spiel der Gruppe gegen Macau fiel er aufgrund einer Verletzung aus. Seine Mannschaft belegte am Ende den zweiten Platz in der Gruppe und konnte sich somit für die Endrunde qualifizieren. Hier erzielte er ein Tor gegen die Mannschaft der Vereinigten Arabischen Emirate. Trotzdem war am Ende nur der letzte Platz der Tabelle drin.

#### A-Nationalmannschaft
Seinen ersten Einsatz für die A-Nationalmannschaft hatte er dann am 24. März 2016 beim 4:1-Sieg über Chinesisch Taipeh, dort spielte er dann auf vom Start weg bis zu 72. Minute.

## Erfolge

### Vietnam U-19
- AFF U-19 Youth Championship: Zweiter Platz (2)
  - 2013, 2014
- Hassanal Bolkiah Trophy: Zweiter Platz (1)
  - 2014